# Taxe sur les services d'informations ou interactifs à caractère pornographique
Lire en ligne

Lire sur Légifrance

La taxe sur les services d'informations ou interactifs à caractère pornographique, dite taxe sur le Minitel rose ou taxe sur les messageries pornographiques, est une taxe française créée en 1988 et abrogée en 2021. Le ministre du Budget admet en 1995 que la taxe s'avère très difficile à mettre en œuvre.

## Historique
L'article 91 de la loi de finances pour 1988 no 87-1060 du 30 décembre 1987 a institué une taxe de 33% sur les messageries roses. Cette disposition législative s'est avérée inapplicable, faute d'une définition suffisamment précise des redevables et des modalités de recouvrement.
L'article 23 de la loi de finances rectificative no 89-936 du 29 décembre 1989 pour 1989 a abrogé l'article 91 de la loi précitée pour lui substituer un dispositif prévoyant une taxe s'élevant à 30% des sommes perçues en rémunération des services mis par ces personnes à la disposition du public.
Lors du projet de loi de finances 1992, l'amendement de Christine Boutin portant la taxe à 50% du chiffre d'affaires est adopté,,. La taxe est codifiée à l'article 235 du code général des impôts.
La loi de 1989 renvoie à un décret en Conseil d'État pour la détermination des conditions de classement des services. Ce dernier signé par la Première ministre Édith Cresson est publié le 4 juillet 1991 sous le numéro 91-633. Le dispositif issu de la loi du 29 décembre 1989 a fait l'objet de recours qui a abouti à l'annulation par le Conseil d'État en 1993 de certaines dispositions nécessaires à l'application de la taxe.
Fin 1995, le gouvernement annonce que de nouvelles dispositions sont en cours de définition afin de régler les problèmes juridiques et techniques qui font obstacle à l'application de cette taxe,.
Le ministère du Budget publiera deux listes de classement de services redevables de la taxe. L'arrêté du 7 janvier 1992 comporte 28 messageries et l'arrêté du 2 décembre 1996 en retire deux,.
La loi de finances pour 2021 abroge cette taxe à la suite d'un amendement de Laurent Saint-Martin du fait du caractère caduc de la taxe puisque « les technologies sur lesquelles s'applique la taxe sont devenues obsolètes et ne sont plus exploitées ».

## Caractéristiques

### Redevables
La taxe porte sur les services d'informations ou services interactifs à caractère pornographique qui donnent lieu à publicité, c'est-à-dire les services de communication audiovisuelle à caractère convivial qui font apparaître une orientation pornographique. En d'autres termes, la taxe porte sur les services de minitel rose et téléphone rose. Le classement de tels services est assuré par arrêté du ministre chargé du Budget. Bien que la « loi Charasse » porte également sur les services de téléphone rose, aucun arrêté ne visera ces services. En 1992, Daniel Haddad estime que la différence de traitement s'explique par le fait que le kiosque téléphonique est encore en phase de croissance contrairement aux kiosques télématiques.

### Rendement
Le 4 octobre 1994, la Cour des comptes critique la non-application de la taxe. En 1992, le produit de la taxe est nul et en 1993 il est de 194 888,50 francs alors que les recettes de messageries roses representent pour France Télécom environ 480 millions de francs,,.
| 3615 Aman   | 3615 Couples  | 3615 Group    | 3615 Rosine  |
| 3615 Annie  | 3615 CQ       | 3615 Juliette | 3615 Rousse  |
| 3615 Boris  | 3615 Domi     | 3615 Loïc     | 3615 Roxane  |
| 3615 Busty  | 3615 Envy     | 3615 Madame   | 3615 Sexofil |
| 3615 Cbon   | 3615 Fernande | 3615 Mignonne | 3615 SMD     |
| 3615 City   | 3615 FQ       | 3615 Ododo    | 3615 Vera    |
| 3615 Confes | 3615 Free     | 3615 Oze      | 3615 Wanda   |